# Pentapora ottomulleriana
Pentapora ottomulleriana är en mossdjursart som först beskrevs av Karl von Moll 1803.  Pentapora ottomulleriana ingår i släktet Pentapora och familjen Bitectiporidae. Inga underarter finns listade i Catalogue of Life.